# ロミオとジュリエット (2010年の宝塚歌劇)
本記事の『ロミオとジュリエット』は、2001年にフランスで初演されたミュージカル『ロミオとジュリエット』の宝塚歌劇団によるプロダクションである。
本作の日本初演として、2010年、梅田芸術劇場で宝塚歌劇団により上演された。翌年、同歌劇団本拠・宝塚大劇場でも上演され、以降度々再演されている（直近の上演は2021年）。

## 上演データ

### 2010年 - 星組公演 （初演）
演出は小池修一郎が担当。以降の再演も小池が担当している。
形式名は「ミュージカル」。2幕。
星組選抜メンバーにて、梅田芸術劇場（7月10日-7月26日）と博多座（8月2日-8月24日）で公演。
宝塚版では、「愛」のダンサー役が新たに追加された演出となっている。

#### キャッチコピー
全世界を魅了する永遠の純愛物語、今ここに。
フランス発―全世界500万人動員のミュージカル 宝塚バージョンで待望の日本初上演。

### 2011年 - 雪組公演
1月1日から1月31日（新人公演：1月18日）まで宝塚大劇場と2月17日から3月20日（新人公演：3月3日）まで東京宝塚劇場にて公演。本公演用に最後にフィナーレのショーナンバーの演出が追加された。
形式名は「三井住友VISAカード ミュージカル」。2幕30場。
音月桂の大劇場トップお披露目公演。
ヒロインのジュリエットを舞羽美海と夢華あみが役替わりで務める。
2011年3月3日の公演で東京宝塚劇場がリニューアルオープンから1000万人の来場を達成し、本公演後にセレモニーが執り行われた。
2011年3月11日の公演幕間中に東北地方太平洋沖地震が発生し、同公演第二幕と翌日の公演が中止となった。
3月13日から千秋楽までは、「東北地方太平洋沖地震チャリティー公演」として上演され、収益金の一部と募金が日本赤十字社に寄付された。
|         | 開演時間 （日本標準時） | 生徒名   |
| ------- | ----------------------- | -------- |
| 1月1日  | 13:00                   | 舞羽美海 |
| 1月2日  | 11:00                   | 夢華あみ |
| 1月2日  | 15:00                   | 舞羽美海 |
| 1月3日  | 11:00                   | 舞羽美海 |
| 1月3日  | 15:00                   | 夢華あみ |
| 1月4日  | 11:00                   | 夢華あみ |
| 1月4日  | 15:00                   | 舞羽美海 |
| 1月6日  | 11:00                   | 夢華あみ |
| 1月6日  | 15:00                   | 舞羽美海 |
| 1月7日  | 13:00                   | 夢華あみ |
| 1月8日  | 貸切                    | 夢華あみ |
| 1月8日  | 15:00                   | 舞羽美海 |
| 1月9日  | 11:00                   | 舞羽美海 |
| 1月9日  | 貸切                    | 夢華あみ |
| 1月10日 | 貸切                    | 舞羽美海 |
| 1月10日 | 15:00                   | 夢華あみ |
| 1月11日 | 13:00                   | 舞羽美海 |
| 1月13日 | 11:00                   | 舞羽美海 |
| 1月13日 | 15:00                   | 夢華あみ |
| 1月14日 | 13:00                   | 舞羽美海 |
| 1月15日 | 11:00                   | 舞羽美海 |
| 1月15日 | 貸切                    | 夢華あみ |
| 1月16日 | 11:00                   | 夢華あみ |
| 1月16日 | 15:00                   | 舞羽美海 |
| 1月17日 | 13:00                   | 夢華あみ |
| 1月18日 | 13:00                   | 夢華あみ |
| 1月20日 | 11:00                   | 夢華あみ |
| 1月20日 | 貸切                    | 舞羽美海 |
| 1月21日 | 13:00                   | 夢華あみ |
| 1月22日 | 11:00                   | 夢華あみ |
| 1月22日 | 貸切                    | 舞羽美海 |
| 1月23日 | 貸切                    | 夢華あみ |
| 1月23日 | 15:00                   | 舞羽美海 |
| 1月24日 | 13:00                   | 舞羽美海 |
| 1月25日 | 11:00                   | 舞羽美海 |
| 1月25日 | 15:00                   | 夢華あみ |
| 1月27日 | 11:00                   | 夢華あみ |
| 1月27日 | 15:00                   | 舞羽美海 |
| 1月28日 | 13:00                   | 夢華あみ |
| 1月29日 | 11:00                   | 舞羽美海 |
| 1月29日 | 貸切                    | 夢華あみ |
| 1月30日 | 貸切                    | 舞羽美海 |
| 1月30日 | 15:00                   | 夢華あみ |
| 1月31日 | 13:00                   | 舞羽美海 |

|         | 開演時間 （日本標準時） | 生徒名   |
| ------- | ----------------------- | -------- |
| 2月17日 | 16:00                   | 舞羽美海 |
| 2月18日 | 13:30                   | 夢華あみ |
| 2月19日 | 11:30                   | 夢華あみ |
| 2月19日 | 16:00                   | 舞羽美海 |
| 2月20日 | 貸切                    | 夢華あみ |
| 2月20日 | 16:00                   | 舞羽美海 |
| 2月22日 | 11:30                   | 舞羽美海 |
| 2月22日 | 16:00                   | 夢華あみ |
| 2月23日 | 13:30                   | 舞羽美海 |
| 2月23日 | 18:30                   | 夢華あみ |
| 2月24日 | 13:30                   | 舞羽美海 |
| 2月24日 | 18:30                   | 舞羽美海 |
| 2月25日 | 13:30                   | 舞羽美海 |
| 2月26日 | 11:30                   | 舞羽美海 |
| 2月26日 | 貸切                    | 舞羽美海 |
| 2月27日 | 貸切                    | 舞羽美海 |
| 2月27日 | 16:00                   | 舞羽美海 |
| 3月1日  | 13:30                   | 舞羽美海 |
| 3月1日  | 18:30                   | 舞羽美海 |
| 3月2日  | 13:30                   | 舞羽美海 |
| 3月3日  | 13:30                   | 舞羽美海 |
| 3月4日  | 13:30                   | 舞羽美海 |
| 3月5日  | 11:30                   | 舞羽美海 |
| 3月5日  | 貸切                    | 舞羽美海 |
| 3月6日  | 11:30                   | 舞羽美海 |
| 3月6日  | 16:00                   | 舞羽美海 |
| 3月8日  | 11:30                   | 舞羽美海 |
| 3月8日  | 16:00                   | 舞羽美海 |
| 3月9日  | 13:30                   | 舞羽美海 |
| 3月9日  | 18:30                   | 舞羽美海 |
| 3月10日 | 貸切                    | 舞羽美海 |
| 3月10日 | 18:30                   | 舞羽美海 |
| 3月11日 | 13:30                   | 舞羽美海 |
| 3月12日 | 11:30                   | 舞羽美海 |
| 3月12日 | 16:00                   | 舞羽美海 |
| 3月13日 | 11:30                   | 夢華あみ |
| 3月13日 | 16:00                   | 舞羽美海 |
| 3月15日 | 13:30                   | 舞羽美海 |
| 3月15日 | 18:30                   | 夢華あみ |
| 3月16日 | 13:30                   | 舞羽美海 |
| 3月17日 | 貸切                    | 夢華あみ |
| 3月17日 | 18:30                   | 舞羽美海 |
| 3月18日 | 13:30                   | 夢華あみ |
| 3月19日 | 11:30                   | 舞羽美海 |
| 3月19日 | 貸切                    | 夢華あみ |
| 3月20日 | 11:30                   | 夢華あみ |
| 3月20日 | 16:00                   | 舞羽美海 |

### 2012年 - 月組公演
6月22日から7月23日（新人公演：7月10日）まで宝塚大劇場と8月10日から9月9日（新人公演：8月23日）まで東京宝塚劇場にて公演。
形式名は「三井住友VISAカード ミュージカル」。2幕30場。
龍真咲と愛希れいかのトップコンビお披露目公演。
龍と明日海りおがロミオ役とティボルト役を役替わりで務めた。
|         | 開演時間 （日本標準時） | ロミオ     | ティボルト |
| ------- | ----------------------- | ---------- | ---------- |
| 6月22日 | 15:00                   | 龍真咲     | 明日海りお |
| 6月23日 | 11:00                   | 龍真咲     | 明日海りお |
| 6月23日 | 15:00                   | 龍真咲     | 明日海りお |
| 6月24日 | 11:00                   | 龍真咲     | 明日海りお |
| 6月24日 | 15:00                   | 龍真咲     | 明日海りお |
| 6月25日 | 13:00                   | 明日海りお | 龍真咲     |
| 6月26日 | 11:00                   | 明日海りお | 龍真咲     |
| 6月26日 | 15:00                   | 明日海りお | 龍真咲     |
| 6月28日 | 11:00                   | 龍真咲     | 明日海りお |
| 6月28日 | 15:00                   | 明日海りお | 龍真咲     |
| 6月29日 | 13:00                   | 明日海りお | 龍真咲     |
| 6月30日 | 11:00                   | 龍真咲     | 明日海りお |
| 6月30日 | 15:00                   | 明日海りお | 龍真咲     |
| 7月1日  | 11:00                   | 明日海りお | 龍真咲     |
| 7月1日  | 15:00                   | 龍真咲     | 明日海りお |
| 7月2日  | 13:00                   | 明日海りお | 龍真咲     |
| 7月3日  | 11:00                   | 龍真咲     | 明日海りお |
| 7月3日  | 15:00                   | 龍真咲     | 明日海りお |
| 7月5日  | 11:00                   | 龍真咲     | 明日海りお |
| 7月5日  | 15:00                   | 明日海りお | 龍真咲     |
| 7月6日  | 13:00                   | 龍真咲     | 明日海りお |
| 7月7日  | 11:00                   | 龍真咲     | 明日海りお |
| 7月7日  | 貸切                    | 龍真咲     | 明日海りお |
| 7月8日  | 11:00                   | 明日海りお | 龍真咲     |
| 7月8日  | 貸切                    | 龍真咲     | 明日海りお |
| 7月9日  | 13:00                   | 明日海りお | 龍真咲     |
| 7月10日 | 13:00                   | 龍真咲     | 明日海りお |
| 7月12日 | 11:00                   | 明日海りお | 龍真咲     |
| 7月12日 | 15:00                   | 龍真咲     | 明日海りお |
| 7月13日 | 13:00                   | 龍真咲     | 明日海りお |
| 7月14日 | 11:00                   | 龍真咲     | 明日海りお |
| 7月14日 | 15:00                   | 明日海りお | 龍真咲     |
| 7月15日 | 11:00                   | 明日海りお | 龍真咲     |
| 7月15日 | 15:00                   | 龍真咲     | 明日海りお |
| 7月16日 | 11:00                   | 龍真咲     | 明日海りお |
| 7月16日 | 15:00                   | 明日海りお | 龍真咲     |
| 7月17日 | 13:00                   | 龍真咲     | 明日海りお |
| 7月19日 | 11:00                   | 龍真咲     | 明日海りお |
| 7月19日 | 15:00                   | 明日海りお | 龍真咲     |
| 7月20日 | 13:00                   | 龍真咲     | 明日海りお |
| 7月21日 | 11:00                   | 明日海りお | 龍真咲     |
| 7月21日 | 貸切                    | 龍真咲     | 明日海りお |
| 7月22日 | 貸切                    | 龍真咲     | 明日海りお |
| 7月22日 | 15:00                   | 明日海りお | 龍真咲     |
| 7月23日 | 13:00                   | 龍真咲     | 明日海りお |

|         | 開演時間 （日本標準時） | ロミオ     | ティボルト |
| ------- | ----------------------- | ---------- | ---------- |
| 8月10日 | 15:30                   | 龍真咲     | 明日海りお |
| 8月11日 | 11:00                   | 龍真咲     | 明日海りお |
| 8月11日 | 15:30                   | 龍真咲     | 明日海りお |
| 8月12日 | 11:00                   | 龍真咲     | 明日海りお |
| 8月12日 | 15:30                   | 龍真咲     | 明日海りお |
| 8月14日 | 13:30                   | 龍真咲     | 明日海りお |
| 8月14日 | 18:30                   | 龍真咲     | 明日海りお |
| 8月15日 | 13:30                   | 龍真咲     | 明日海りお |
| 8月16日 | 13:30                   | 明日海りお | 龍真咲     |
| 8月16日 | 18:30                   | 明日海りお | 龍真咲     |
| 8月17日 | 13:30                   | 明日海りお | 龍真咲     |
| 8月18日 | 貸切                    | 龍真咲     | 明日海りお |
| 8月18日 | 15:30                   | 明日海りお | 龍真咲     |
| 8月19日 | 貸切                    | 龍真咲     | 明日海りお |
| 8月19日 | 15:30                   | 明日海りお | 龍真咲     |
| 8月21日 | 貸切                    | 明日海りお | 龍真咲     |
| 8月21日 | 18:30                   | 龍真咲     | 明日海りお |
| 8月22日 | 13:30                   | 龍真咲     | 明日海りお |
| 8月23日 | 13:30                   | 明日海りお | 龍真咲     |
| 8月24日 | 13:30                   | 龍真咲     | 明日海りお |
| 8月25日 | 11:00                   | 明日海りお | 龍真咲     |
| 8月25日 | 貸切                    | 龍真咲     | 明日海りお |
| 8月26日 | 11:00                   | 龍真咲     | 明日海りお |
| 8月26日 | 15:30                   | 明日海りお | 龍真咲     |
| 8月28日 | 11:00                   | 明日海りお | 龍真咲     |
| 8月28日 | 15:30                   | 龍真咲     | 明日海りお |
| 8月29日 | 13:30                   | 龍真咲     | 明日海りお |
| 8月30日 | 13:30                   | 龍真咲     | 明日海りお |
| 8月30日 | 18:30                   | 明日海りお | 龍真咲     |
| 8月31日 | 13:30                   | 明日海りお | 龍真咲     |
| 9月1日  | 11:00                   | 明日海りお | 龍真咲     |
| 9月1日  | 貸切                    | 龍真咲     | 明日海りお |
| 9月2日  | 貸切                    | 龍真咲     | 明日海りお |
| 9月2日  | 15:30                   | 明日海りお | 龍真咲     |
| 9月4日  | 13:30                   | 龍真咲     | 明日海りお |
| 9月4日  | 18:30                   | 龍真咲     | 明日海りお |
| 9月5日  | 13:30                   | 明日海りお | 龍真咲     |
| 9月6日  | 貸切                    | 明日海りお | 龍真咲     |
| 9月6日  | 18:30                   | 龍真咲     | 明日海りお |
| 9月7日  | 13:30                   | 龍真咲     | 明日海りお |
| 9月8日  | 11:00                   | 龍真咲     | 明日海りお |
| 9月8日  | 貸切                    | 明日海りお | 龍真咲     |
| 9月9日  | 11:00                   | 明日海りお | 龍真咲     |
| 9月9日  | 15:30                   | 龍真咲     | 明日海りお |

### 2013年 - 星組公演
5月31日から7月8日（新人公演：6月18日）まで宝塚大劇場と7月26日から8月25日（新人公演：8月8日）まで東京宝塚劇場にて公演。
形式名は「ミュージカル」。2幕30場。
ティボルト・ベンヴォーリオ・マーキューシオ・パリス伯爵・死・愛の6役にて役替わりで務めた。
|                                                                                               | ティボルト | ベンヴォーリオ | マキューシオ | パリス伯爵 | 死       | 愛       |
| --------------------------------------------------------------------------------------------- | ---------- | -------------- | ------------ | ---------- | -------- | -------- |
| 5月31日-6月7日（宝塚） 6月25日-7月8日（宝塚） 7月26日-7月31日（東京） 8月15日-8月25日（東京） | 紅ゆずる   | 礼真琴         | 壱城あずさ   | 天寿光希   | 真風涼帆 | 鶴美舞夕 |
| 6月8日-6月24日（宝塚） 8月1日-8月14日（東京）                                                 | 真風涼帆   | 紅ゆずる       | 天寿光希     | 壱城あずさ | 麻央侑希 | 礼真琴   |

### 2021年 - 星組公演
2月14日から3月29日（新人公演：なし）まで宝塚大劇場と4月16日から5月23日（新人公演：なし）まで東京宝塚劇場にて公演。
形式名は「三井住友VISAカード ミュージカル」。
ティボルト・ベンヴォーリオ・マーキューシオ・パリス伯爵・ヴェローナ大公・死・愛・ピーター・ジョンの9役にて役替わりで務めた。

|                                                                             | ティボルト | ベン ヴォーリオ | マキュー シオ | パリス 伯爵 | ヴェローナ 大公 | 死         | 愛         | ピーター | ジョン   |
| --------------------------------------------------------------------------- | ---------- | --------------- | ------------- | ----------- | --------------- | ---------- | ---------- | -------- | -------- |
| A日程 2/14-2/23（宝塚） 3/8-3/15（宝塚） 3/26-3/29（宝塚） 5/7-5/23（東京） | 愛月ひかる | 瀬央ゆりあ      | 極美慎        | 綺城ひか理  | 輝咲玲央        | 天華えま   | 碧海さりお | 遥斗勇帆 | 羽玲有華 |
| B日程 2/25-3/7（宝塚） 3/16-3/25（宝塚） 4/16-5/3（東京）                   | 瀬央ゆりあ | 綺城ひか理      | 天華えま      | 極美慎      | 遥斗勇帆        | 愛月ひかる | 希沙薫     | 輝咲玲央 | 天路そら |

## スタッフ

### 2011年（スタッフ）
宝塚大劇場公演のデータ
- 作：ジェラール・プレスギュルヴィック
- 潤色・演出：小池修一郎
- 音楽監督・編曲：太田健
- 音楽指揮：佐々田愛一郎
- 振付：御織ゆみ乃、若央りさ、KAZUMI-BOY、桜木涼介
- 装置：大橋泰弘
- 衣装：有村淳
- 照明：笠原俊幸
- 音響：大坪正仁
- 小道具：市川ふみ
- 歌唱指導：楊淑美、高橋恵
- 演出助手：稲葉太地、野口幸作、岡本寛子
- 舞台進行：片岡麻理恵（第一幕）、香取克英（第二幕）
- 舞台美術製作：株式会社宝塚舞台
- 演奏：宝塚歌劇オーケストラ
- 制作：角田泰久
- 制作・著作：宝塚歌劇団
- 特別協賛：VJAグループ

参考資料：公演プログラム

### 2012年（スタッフ）
宝塚大劇場公演のデータ
- 作：ジェラール・プレスギュルヴィック
- 潤色・演出：小池修一郎
- 音楽監督・編曲：太田健
- 音楽指揮：佐々田愛一郎
- 振付：御織ゆみ乃、若央りさ、KAZUMI-BOY、桜木涼介、鈴木年子
- 装置：大橋泰弘
- 衣装：有村淳
- 照明：笠原俊幸
- 音響：大坪正仁
- 小道具：増田恭兵
- 歌唱指導：楊淑美、高橋恵
- 演出助手：稲葉太地、野口幸作、岡本寛子
- 舞台進行：片岡麻理恵（第一幕）、香取克英（第二幕）
- 舞台美術製作：株式会社宝塚舞台
- 演奏：宝塚歌劇オーケストラ
- 制作：石田明弘
- 制作・著作：宝塚歌劇団
- 特別協賛：VJAグループ

参考資料：公演プログラム

### 2013年（スタッフ）
宝塚大劇場公演のデータ
- 作：ジェラール・プレスギュルヴィック
- 潤色・演出：小池修一郎
- 音楽監督・編曲：太田健
- 音楽指揮：佐々田愛一郎
- 振付：御織ゆみ乃、KAZUMI-BOY、桜木涼介、SHUN、鈴木年子
- フラメンコ振付：蘭このみ
- 装置：大橋泰弘
- 衣装：有村淳
- 照明：笠原俊幸
- 音響：大坪正仁
- 小道具：市川ふみ
- 歌唱指導：楊淑美、高橋恵
- 演出補：稲葉太地
- 演出助手：田渕大輔
- 装置補：稲生英介
- 舞台進行：政村雄祐（第一幕）、香取克英（第二幕）
- 舞台美術製作：株式会社宝塚舞台
- 演奏：宝塚歌劇オーケストラ
- 制作：渡辺裕
- 制作・著作：宝塚歌劇団
- 特別協賛：VJAグループ

参考資料：公演プログラム

## 登場人物
- ロミオ - モンタギュー家の一人息子。
- ジュリエット - キャピュレット家の一人娘。
- ティボルト - キャピュレット夫人の甥。ジュリエットに片思いしている。
- ベンヴォーリオ - モンタギューの甥でありロミオの友人。
- マキューシオ - ヴェローナ公の甥でありロミオの友人。
- ロレンス神父 - 街の教会の神父。ロミオとジュリエットの秘密婚儀を取りなす。
- ジュリエットの乳母
- モンタギュー卿 - モンタギュー家の家長。
- モンタギュー夫人 - モンタギューの妻。キャピュレット夫人と対立している。
- キャピュレット卿 - キャピュレット家の家長。
- キャピュレット夫人 - キャピュレットの妻。モンタギュー夫人と対立している。
- ヴェローナ公 - ヴェローナの領主。モンタギュー家とキャピュレット家の対立に頭を悩ませている。
- ピーター - ジュリエットの乳母の従者。
- パリス - ジュリエットの婚約者。
- 死
- 愛（宝塚版オリジナル）

## 場面（宝塚・東京）
※2011年・宝塚大劇場公演のプログラムを参照

### 第1幕
序
第1場　ヴェローナの広場
第2場　ヴェローナの市街（キャピュレット家外〜モンタギュー家外）
第3場　キャピュレット家の内外（ジュリエットの居室）
第4場　キャピュレット家のホール
第5場　ジュリエットの居室
第6場　ヴェローナ市街
第7場　舞踏会
第8場　バルコニー
第9場　ロレンス神父の庵
第10場　ヴェローナ街頭
第11場　キャピュレット家の裏口
第12場　礼拝堂

### 第2幕
第1場　礼拝堂〜ヴェローナの各所
第2場　ヴェローナ市街（モンタギュー組の区域）
第3場　ヴェローナ市街（キャピュレット組の区域）
第4場　ヴェローナ市街（広場）
第5場　ロミオの心象
第6場A　ジュリエットの居室
第6場B　ロレンス神父の庵
第7場　ジュリエットの居室
第8場　キャピュレット家内
第9場　マントヴァの街〜ロレンス神父の庵
第10場　ヴェローナ市街あちこち
第11場　マントヴァへの道
第12場　ヴェローナ〜キャピュレット家霊廟
第13場 - 18場　フィナーレ
第18場　フィナーレF・パレード

## 出演者一覧

### 2010年（出演者）
※宝塚公式ページを参照
一樹千尋（専科所属）
英真なおき・にしき愛・涼紫央・美城れん・柚希礼音
花愛瑞穂・凰稀かなめ・音花ゆり・鶴美舞夕・水輝涼
紅ゆずる・夢咲ねね・白華れみ・如月蓮・南風里名
海隼人・汐月しゅう・稀鳥まりや・天寿光希・優香りこ
千寿はる・妃白ゆあ・真風涼帆・瀬稀ゆりと・紫月音寧
夢妃杏瑠・芹香斗亜・夏樹れい・夢城えれん・毬愛まゆ
早乙女わかば・飛河蘭・漣レイラ・礼真琴・ひろ香祐
紫りら・妃海風・音咲いつき・綺咲愛里

### 2011年（出演者）
※宝塚公式ページを参照
一樹千尋（専科所属）
飛鳥裕・音月桂・麻樹ゆめみ・未涼亜希・舞咲りん
奏乃はると・彩那音・花帆杏奈・涼花リサ・緒月遠麻
早霧せいな・晴華みどり・沙央くらま・早花まこ・大凪真生
大湖せしる・沙月愛奈・花夏ゆりん・涼瀬みうと・蓮城まこと
香音有希・香綾しずる・朝風れい・千風カレン・凰華れの
愛加あゆ・此花いの莉・透真かずき・雛月乙葉・白渚すず
詩風翠・希世みらの・央雅光希・透水さらさ・彩凪翔
凛城きら・真那春人・大澄れい・桃花ひな・笙乃茅桜
彩風咲奈・舞羽美海・舞園るり・華吹乃愛・亜聖樹
帆風成海・千瀬聖・鈴蘭まあや・久城あす・天舞音さら
煌羽レオ・悠斗イリヤ・寿春花果・杏野このみ・大樹りょう
芽華らら・愛すみれ・花瑛ちほ・月城かなと・桜路薫
星乃あんり・天月翼・白峰ゆり・和城るな・妃桜ほのり
夢華あみ・橘幸・蒼井美樹・妃華ゆきの・真地佑果
華蓮エミリ・凰いぶき

### 2012年（出演者）
※宝塚公式ページを参照
英真なおき（専科所属）
美穂圭子（専科所属）
越乃リュウ・花瀬みずか・星条海斗・憧花ゆりの・妃鳳こころ
龍真咲・萌花ゆりあ・綾月せり・光月るう・夏月都
華央あみり・明日海りお・美弥るりか・美翔かずき・響れおな
宇月颯・琴音和葉・玲実くれあ・瑞羽奏都・紫門ゆりや
白雪さち花・貴千碧・有瀬そう・咲希あかね・千海華蘭
煌月爽矢・鳳月杏・貴澄隼人・真愛涼歌・風凛水花
花陽みら・輝城みつる・星輝つばさ・紗那ゆずは・星那由貴
都月みあ・翔我つばき・愛風ゆめ・隼海惺・天翔りいら
珠城りょう・香咲蘭・煌海ルイセ・美泉儷・夢羽美友
紫乃加りあ・晴音アキ・愛希れいか・輝月ゆうま・朝美絢
楓ゆき・早桃さつき・麗奈ゆう・美里夢乃・優ひかる
春海ゆう・夢奈瑠音・咲妃みゆ・叶羽時・茜小夏
桜奈あい・蒼矢朋季・颯希有翔・蓮つかさ・海乃美月
ひめ乃礼絵・蒼瀬侑季・朝霧真・佳城葵・姫咲美礼

#### 98期生B班
天華えま・飛龍つかさ・真彩希帆・美都くらら・峰果とわ
鳳華はるな・風輝駿・清華蘭・紫咲樹れの・美丘安里

### 2013年（出演者）
※宝塚公式ページを参照
一樹千尋（専科所属）
英真なおき（専科所属）
万里柚美・美稀千種・毬乃ゆい・美城れん・柚希礼音
十輝いりす・花愛瑞穂・音花ゆり・鶴美舞夕・紅ゆずる
夢咲ねね・壱城あずさ・如月蓮・白妙なつ・海隼人
汐月しゅう・天寿光希・音波みのり・優香りこ・大輝真琴
真月咲・愛水せれ奈・妃白ゆあ・真風涼帆・輝咲玲央
瀬稀ゆりと・紫月音寧・若夏あやめ・夢妃杏瑠・夏樹れい
夢城えれん・十碧れいや・珠華ゆふ・凰姿有羽・空乃みゆ
早乙女わかば・麻央侑希・漣レイラ・毬愛まゆ・飛河蘭
翔馬樹音・礼真琴・ひろ香祐・妃海風・紫りら
凰津りさ・瀬央ゆりあ・真衣ひなの・逢月あかり・音咲いつき
綺咲愛里・紫藤りゅう・五條まりな・白鳥ゆりや・拓斗れい
朝水りょう・城妃美伶・華鳥礼良・桃堂純・凰羽みらい
彩葉玲央・天華えま・澪乃桜季・綾凰華・美都くらら
湊璃飛・夕渚りょう・天希ほまれ・美丘安里

### 2021年（出演者）
英真なおき（専科所属）
美稀千種・白妙なつ・天寿光希・音波みのり・大輝真琴
輝咲玲央・紫月音寧・夢妃杏瑠・愛月ひかる・漣レイラ
礼真琴・ひろ香祐・紫りら・瀬央ゆりあ・音咲いつき
拓斗れい・朝水りょう・桃堂純・綺城ひか理・彩葉玲央
有沙瞳・天華えま・澪乃桜季・夕渚りょう・天希ほまれ
湊璃飛・華雪りら・小桜ほのか・天路そら・遥斗勇帆
蒼舞咲歩・七星美妃・桜里まお・隼玲央・朱紫令真
桜庭舞・二條華・希沙薫・極美慎・きらり杏
煌えりせ・碧海さりお・颯香凜・夕陽真輝・彩園ひな
草薙稀月・麻倉しずく・舞空瞳・天飛華音・紅咲梨乃
都優奈・咲城けい・奏碧タケル・水乃ゆり・鳳真斗愛
澄華あまね・瑠璃花夏・侑蘭粋・紘希柚葉・星咲希
羽玲有華・瑛美花れな・綾音美蘭・碧音斗和・麻丘乃愛
御剣海・世晴あさ・凛央捺はる・光莉あん・透綺らいあ
稀惺かずと・鳳花るりな・大希颯・星影なな・彩夏こいき
瞳きらり・彩紋ねお・青風希央・乙華菜乃・愛花いと
凰陽さや華・飛翠真凜・咲園りさ・樹澄せいや・朝稀さいら

## 主な配役
|                    | 2010年星組 |
| ------------------ | ---------- |
| ロミオ             | 柚希礼音   |
| ジュリエット       | 夢咲ねね   |
| ティボルト         | 凰稀かなめ |
| ベンヴォーリオ     | 涼紫央     |
| マーキューシオ     | 紅ゆずる   |
| ロレンス神父       | 英真なおき |
| 乳母               | 白華れみ   |
| キャピュレット卿   | 一樹千尋   |
| キャピュレット夫人 | 音花ゆり   |
| モンタギュー卿     | にしき愛   |
| モンタギュー夫人   | 花愛瑞穂   |
| ヴェローナ大公     | 水輝涼     |
| パリス             | 天寿光希   |
| ピーター           | 美城れん   |
| 使者               | 如月蓮     |
| 死                 | 真風涼帆   |
| 愛                 | 礼真琴     |

|                    | 2011年雪組        | 2011年雪組 | 2012年月組        | 2012年月組 | 2013年星組          | 2013年星組 |
| 本公演             | 新人公演          | 本公演     | 新人公演          | 本公演     | 新人公演            |            |
| ------------------ | ----------------- | ---------- | ----------------- | ---------- | ------------------- | ---------- |
| ロミオ             | 音月桂            | 彩風咲奈   | 龍真咲 明日海りお | 珠城りょう | 柚希礼音            | 礼真琴     |
| ジュリエット       | 舞羽美海 夢華あみ | 愛加あゆ   | 愛希れいか        | 咲妃みゆ   | 夢咲ねね            | 城妃美伶   |
| ティボルト         | 緒月遠麻          | 凛城きら   | 明日海りお 龍真咲 | 煌月爽矢   | 紅ゆずる 真風涼帆   | 麻央侑希   |
| ベンヴォーリオ     | 未涼亜希          | 香綾しずる | 星条海斗          | 輝月ゆうま | 礼真琴 紅ゆずる     | 夏樹れい   |
| マーキューシオ     | 早霧せいな        | 彩凪翔     | 美弥るりか        | 朝美絢     | 壱城あずさ 天寿光希 | 紫藤りゅう |
| ロレンス神父       | 奏乃はると        | 帆風成海   | 英真なおき        | 千海華蘭   | 英真なおき          | ひろ香祐   |
| 乳母               | 沙央くらま        | 透水さらさ | 美穂圭子          | 晴音アキ   | 美城れん            | 妃海風     |
| キャピュレット卿   | 一樹千尋          | 朝風れい   | 越乃リュウ        | 貴澄隼人   | 一樹千尋            | 漣レイラ   |
| キャピュレット夫人 | 晴華みどり        | 千風カレン | 憧花ゆりの        | 花陽みら   | 音花ゆり            | 夢妃杏瑠   |
| モンタギュー卿     | 飛鳥裕            | 央雅光希   | 綾月せり          | 輝城みつる | 美稀千種            | 凰姿有羽   |
| モンタギュー夫人   | 麻樹ゆめみ        | 此花いの莉 | 花瀬みずか        | 真愛涼歌   | 花愛瑞穂            | 珠華ゆふ   |
| ヴェローナ大公     | 大凪真生          | 透真かずき | 輝月ゆうま        | 天翔りいら | 十輝いりす          | 飛河蘭     |
| パリス伯爵         | 彩那音            | 真那春人   | 紫門ゆりや        | 星輝つばさ | 天寿光希 壱城あずさ | 音咲いつき |
| ピーター           | 詩風翠            | 凰華れの   | 華央あみり        | 麗奈ゆう   | 真月咲              | 翔馬樹音   |
| ジョン             | 央雅光希          | 大澄れい   | 有瀬そう          | 夢奈瑠音   | 輝咲玲央            | 桃堂純     |
| 死                 | 彩風咲奈          | 煌羽レオ   | 珠城りょう        | 鳳月杏     | 真風涼帆 麻央侑希   | 十碧れいや |
| 愛                 | 大湖せしる        | 久城あす   | 煌月爽矢          | 隼海惺     | 鶴美舞夕 礼真琴     | 凰羽みらい |

|                    | 2021年星組            |
| 本公演             |                       |
| ------------------ | --------------------- |
| ロミオ             | 礼真琴                |
| ジュリエット       | 舞空瞳                |
| ティボルト         | 愛月ひかる 瀬央ゆりあ |
| ベンヴォーリオ     | 瀬央ゆりあ 綺城ひか理 |
| マーキューシオ     | 極美慎 天華えま       |
| ロレンス神父       | 英真なおき            |
| 乳母               | 有沙瞳                |
| キャピュレット卿   | 天寿光希              |
| キャピュレット夫人 | 夢妃杏瑠              |
| モンタギュー卿     | 美稀千種              |
| モンタギュー夫人   | 白妙なつ              |
| ヴェローナ大公     | 輝咲玲央 遥斗勇帆     |
| パリス伯爵         | 綺城ひか理 極美慎     |
| ピーター           | 遥斗勇帆 輝咲玲央     |
| ジョン             | 羽玲有華 天路そら     |
| 死                 | 天華えま 愛月ひかる   |
| 愛                 | 碧海さりお 希沙薫     |